# الستردراف
الستردراف (به آلمانی: Alsterdorf) یک سکونتگاه مسکونی در آلمان است که در هامبورگ واقع شده‌است.

## خصوصیات
الستردراف ۱۲٬۹۵۵ نفر جمعیت دارد.